# 김길환
김길환(1944년 9월 2일~)은 대한민국의 정치인이다. 제15대 국회의원을 지냈다.

## 역대 선거 결과
|  | 44.34% |

|  | 32.43% |